# Dwizer
 (août 2015).
Si vous disposez d'ouvrages ou d'articles de référence ou si vous connaissez des sites web de qualité traitant du thème abordé ici, merci de compléter l'article en donnant les références utiles à sa vérifiabilité et en les liant à la section « Notes et références ».
Dwizer est une marque commerciale créée à Madagascar.
La marque regroupe une suite de services en ligne destinés à la population malgache.

## Histoire
Le concept est fondé en 2011. L'annuaire de référencement est lancé dès février 2012. Très rapidement, Dwizer intègre de l'actualité et remporte un certain succès. Il devient un portail Internet avec l'adjonction de services intégrés comme un forum, des petites annonces, des offres d'emploi. Sur une base WordPress, il devient vite très lourd à gérer et difficile à faire évoluer.
2014 est une année de mutation. Chaque service devient un site autonome. L'actualité sur DwizerNews. Les offres et recherches d'emplois, ainsi que les petites annonces vont sur Toutpoutous. DwizerLove est ouvert pour s'adjoindre un site de rencontre.
Le processus de transformation s'achève en juin 2015 avec la mise en ligne de la nouvelle version de l'annuaire Internet.

## Technologie
Pour son développement, son fondateur a choisi les solutions offertes par WordPress. Facilité de mise en œuvre, mises à jour fréquentes, possibilité de développement importante… ces atouts permettent une autonomie et une simplicité d'utilisation qui permette de s'affranchir de la technique et de se concentrer sur le contenu.
Hébergé sur un serveur dédié en France, il a fallu sécuriser chaque site, à la suite d'attaques de spambombing, de virus et de chevaux de Troie. L'administration du serveur se fait sous Plesk.

## Sites web et services en lignes
Dwizer a pour projet de mettre en ligne une série de sites web qui répondent aux plus courantes demandes des internautes. En termes de trafic et d'audience, l'objectif est d'avoir au moins une réponse Dwizer en ligne, quelle que soit la requête de l'utilisateur du web malgache :
- Annuaire de référencement de sites web et de blogues, il propose des articles sur l'optimisation pour les moteurs de recherche ;
- DwizerNews : site d'actualités et d'information qui traite de sujet politique, économique, touristique, technologique ou de bien-être ;
- DwizerLove : un site de rencontre pour trouver l'âme sœur ;
- Toutpourtous : un site de petites annonces généralistes.